# Emmanouil Mylonakis
Emmanouil Mylonakis (em grego:  Εμμανουήλ Μυλωνάκης; Chania, 9 de abril de 1985) é um jogador de polo aquático grego.

## Carreira
Mylonakis foi medalhista de bronze em duas edições de Campeonatos Mundiais. Representou a Seleção Grega de Polo Aquático em três edições de Jogos Olímpicos: 2008, 2012 e 2016.